# Iphionidae
Iphionidae é uma família de poliquetos escamosos pertencentes à subordem Aphroditiformia e classe Polychaeta. O grupo foi descrito pela primeira vez por Kinberg em 1856 na Dinamarca . Diferem de outros poliquetas escamosos por sua morfologia, caracterizada pela ausência de antena média, presença de aréolas nos élitros e notoqueta emplumada  .

## Distribuição
Iphionidae, embora seja uma família pequena, se encontra amplamente distribuída em regiões tropicais e subtropicais do Oceano Pacífico, Índico e no Mar Vermelho. Além disso, espécies estão presentes em variados habitats desde zonas intersticiais até impressionantes 2600 metros de profundidade, em fontes termais . Dentre as localidades onde espécies foram encontradas, destacam-se :
Ilhas do Havaí- Entre 13 e 271 metros 
Filipinas, Indonésia e Japão- Entre 520 e 1270 metros
México Ocidental- 2616 metros
Mar Arábico, Baía de Bengala, costa da Índia, Mar Amarelo e Estreito de Malaca- águas rasas até 50 metros.

## Comportamento
Como estratégia de defesa, essa família apresenta comportamento similar ao de moluscos com armadura, de modo que ao invés de tentarem fugir do predador, se pressionam contra superfícies duras por meio de contração muscular e retraem seus apêndices sob suas escamas, podendo ainda se enrolar ventralmente, evitando que suas partes moles fiquem expostas .

## Morfologia
O corpo destes animais é curto, não passando de 40 segmentos (especificamente 29 nos gêneros Iphione e Iphionella e até 39 em Iphionides), apresentando um formato oval alongado; ventralmente achatado; dorsalmente arqueado .
Prostômio com formato oval ou semelhante a um quadrado, com variações na ornamentação de acordo com o gênero; antena média está ausente ou pode ser representada por uma pequena papila occipital e há presença de um par de palpos grossos. Boca se encontra na porção anterior, mas não ventral do corpo. O primeiro segmento tentacular não é visível dorsalmente e os tentaculóforos alongados são aciculados, possuem algumas quetas capilares, um par de cirros e se localizam lateralmente em relação ao prostômio . 
Os parapódios birremes se estendem anteriormente e estão anexados ao prostômio e aos tentaculóforos. Cirros bucais ventrais são alongados e se posicionam lateralmente à boca. A faringe eversível, por sua vez, possui papilas e dois pares de mandíbulas .
Os élitros (escamas) são grandes, exibem formatos hexagonais ou poligonais que lembram um favo de mel e se sobrepõem, cobrindo o dorso. Na superfície dos élitros, há a presença de estruturas areolares que lembram uma malha. Os elitróforos também são grandes. Iphione e Iphionella apresentam 13 pares de élitros, enquanto Iphionides exibe até 20 pares .
Cirros dorsais se distribuem em segmentos não elitrígeros, seus cirróforos exibem bases glandulares bulbosas; cirros ventrais com tamanho pequeno .
As notoquetas e neuroquetas são numerosas; as primeiras se apresentam espessas e capilarizadas em agrupamentos; as últimas, grossas, com formato de gancho na ponta, ou finas, podendo exibir pontas compostas e tufadas. O pigídio não apresenta cirro anal; o ânus é dorsal e se localiza entre os elitróforos dos segmentos posteriores.
Embora Iphionidae tenha sido um grupo recentemente promovido à família, faltam ainda uma gama de caracteres morfológicos para suportar sua posição, que é mantida até então por análises moleculares. No entanto, um estudo recente encontrou um caráter apomórfico: a presença de notoquetas emplumadas. Outros dois caracteres, homoplásticos, são: perda da antena média e presença de aréolas nos élitros .

## Filogenia
Iphioninae era antes uma subfamília de Polynoidae, havendo sido elevada à família Iphionidae por Norlinder et al (2012), considerada grupo irmão de Acoetidae. Há poucos dados sobre a filogenia dessa família, e apenas os gêneros Iphione e Thermiphione foram estudados para a classificação filogenética desse grupo .

Gêneros: 
Iphione - Kinberg 1856
Iphionella - McIntosh 1885
Iphionides - Hartmann-Schroder 1977
Thermiphione - Hartmann-Schroder 1992
1. ↑  Kinberg, J.G.H. (1856). Nya slägten och arter af Annelider, Öfversigt af Kongl. Vetenskaps-Akademiens Förhhandlingar Stockholm, 12 (9-10), 381-388 [read 1855; printed 1856]., available online at https://www.biodiversitylibrary.org/page/15970133
page(s): 383[as Iphionea]
2. 1 2 3  Gonzalez, B. C., Martínez, A., Borda, E., Iliffe, T. M., Eibye-Jacobsen, D., & Worsaae, K. (2017). Phylogeny and systematics of Aphroditiformia. Cladistics, 34(3), 225–259. doi:10.1111/cla.12202
3. ↑  McCowin MF, Rouse GW (2018) Phylogeny of hydrothermal vent Iphionidae, with the description of a new species (Aphroditiformia, Annelida). ZooKeys 779: 89-107. https://doi.org/10.3897/zookeys.779.24781
4. 1 2 3 4 5 6 7 8  Pettibone, Marian H. 1986. "Review of the Iphioninae (Polychaeta: Polynoidae) and revision of Iphione cimex Quatrefages, Gattyana deludens Fauvel and Harmothoe iphionelloides Johnson (Harmothoinae)." Smithsonian Contributions to Zoology. 1–43. https://doi.org/10.5479/si.00810282.428
5. ↑  Read, G.; Fauchald, K. (Ed.) (2020). World Polychaeta database. Iphionidae Kinberg, 1856. Accessed through: World Register of Marine Species at: http://www.marinespecies.org/aphia.php?p=taxdetails&id=155222 on 2020-06-28